# Дунакесі
Ду́накесі (угор. Dunakeszi) — місто в Угорщині, у медьє Пешт.